# Gustaf Cederström
Gustaf Olof Cederström (Stoccolma, 12 aprile 1845 – Stoccolma, 20 agosto 1933) è stato un pittore svedese.
Fu un artista per molti aspetti riconducibile alla "Scuola di Düsseldorf".

## Biografia
Gustaf Olof Cederström nacque a Stoccolma da Carl Emanuel Cederström e Theresine Cederström (nata Theresia af Ugglas)
Nonostante una certa propensione per l'arte, agli inizi egli mirava ad una carriera militare. Arruolatosi nell'esercito, raggiunse il grado di sottotenente del reggimento di fanti cacciatori del Värmland.

Una volta congedato, si recò in Germania, a Düsseldorf, dove iniziò a prendere lezioni di disegno da Ferdinand Julius Fagerlin; si trasferì poi a Parigi e continuò i suoi studi d'arte presso l'atelier di Léon Bonnat. Conquistato dall'attività artistica decise allora di dedicarsi interamente alla pittura.
Nel 1878 il suo lavoro intitolato Corteo funebre di Carlo XII suscitò grande emozione nel pubblico e determinò l'inizio della sua fama di artista a livello europeo.
Nello stesso anno Cederström sposò Amaliana Katarina Jaeder, da cui ebbe una figlia: Carola, di cui è noto il ritratto. 
Si applicò poi intensamente al concorso bandito per l'esposizione della "Halle aux marches" dello stesso Museo e ottenne il primo premio con il quadro Anschaire di Brema predica la dottrina cristiana, anche se fu Carl Larsson ad aggiudicarsi il contratto finale per la realizzazione degli affreschi.
Oltre alle scene di episodi storici, Cederström dipinse soprattutto ritratti e scene militari.
Nel 1878 divenne membro dell'Reale Accademia delle Belle Arti. Successivamente fu professore (1887) e poi direttore (1899) dei corsi dell'Accademia. Cederström fu anche capo della delegazione svedese in occasione delle esposizioni del 1888 a Copenaghen, del 1896 a Berlino e del 1901 a Monaco di Baviera.
Morì a Stoccolma all'età di 88 anni.

## Alcune opere
- Epilogo (1874)
- Corteo funebre di Carlo XII (1878)
- L'arruolamento (1879)
- L’Armée du Salut (1886)
- I Battisti (Notte estiva in Svezia) (1886)
- Magnus Stenbock a Malmö il 27 settembre 1709 (1892)
- Charles XI faisant raser les fortifications de Helsingborg (vetrata)
- Lo sbarco di Carlo XIV Giovanni a Helsingborg (vetrata)
- Santa Brigitta e il Papa (1899)
- Rapport (1900)
- I dragoni (1901)
- Narva (1905)[3]

## Galleria d'immagini

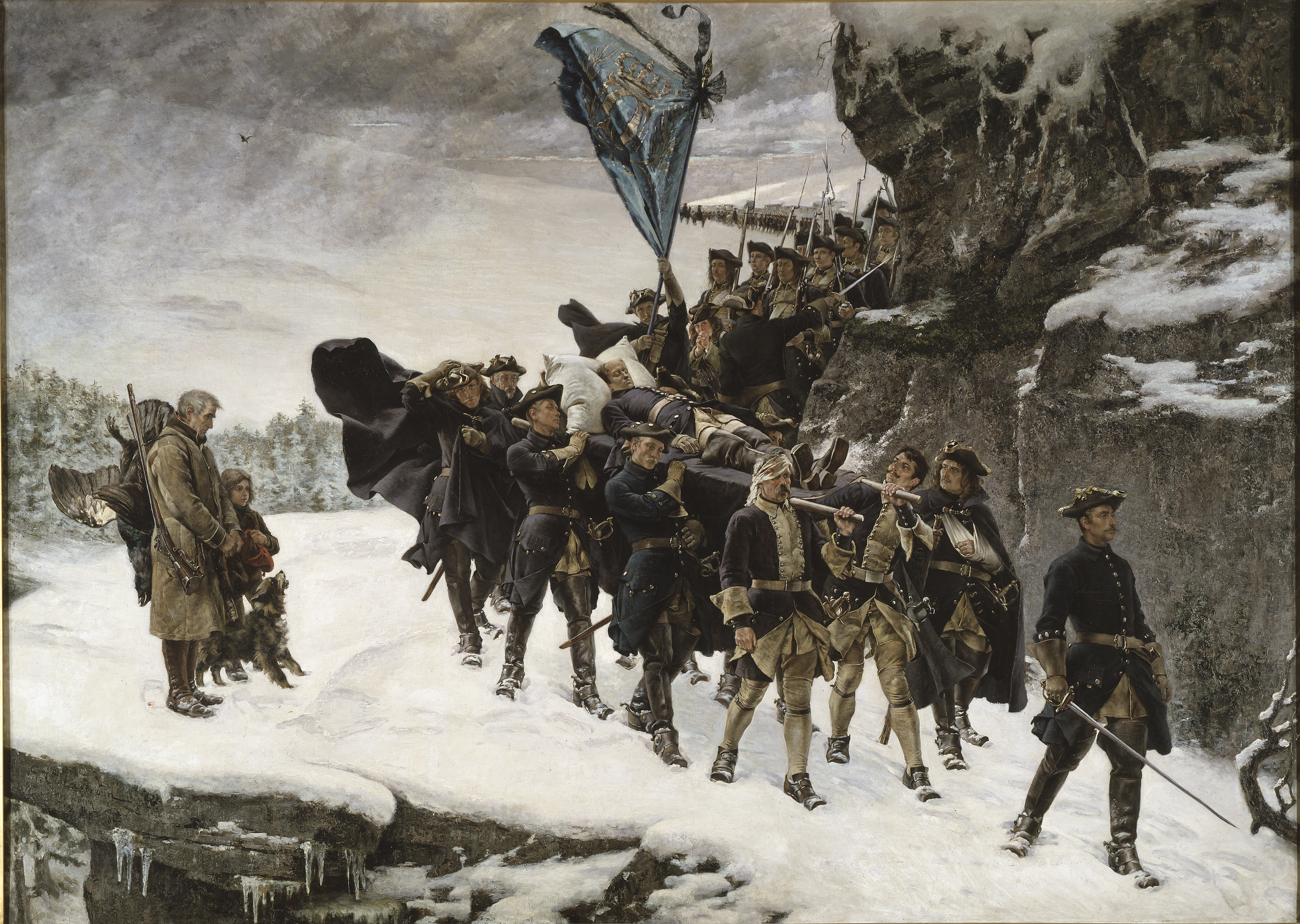
Corteo funebre di Carlo XII
Epilogo
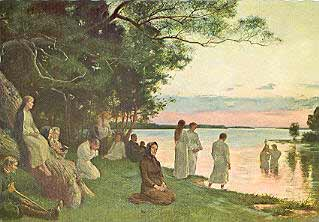
I Battisti
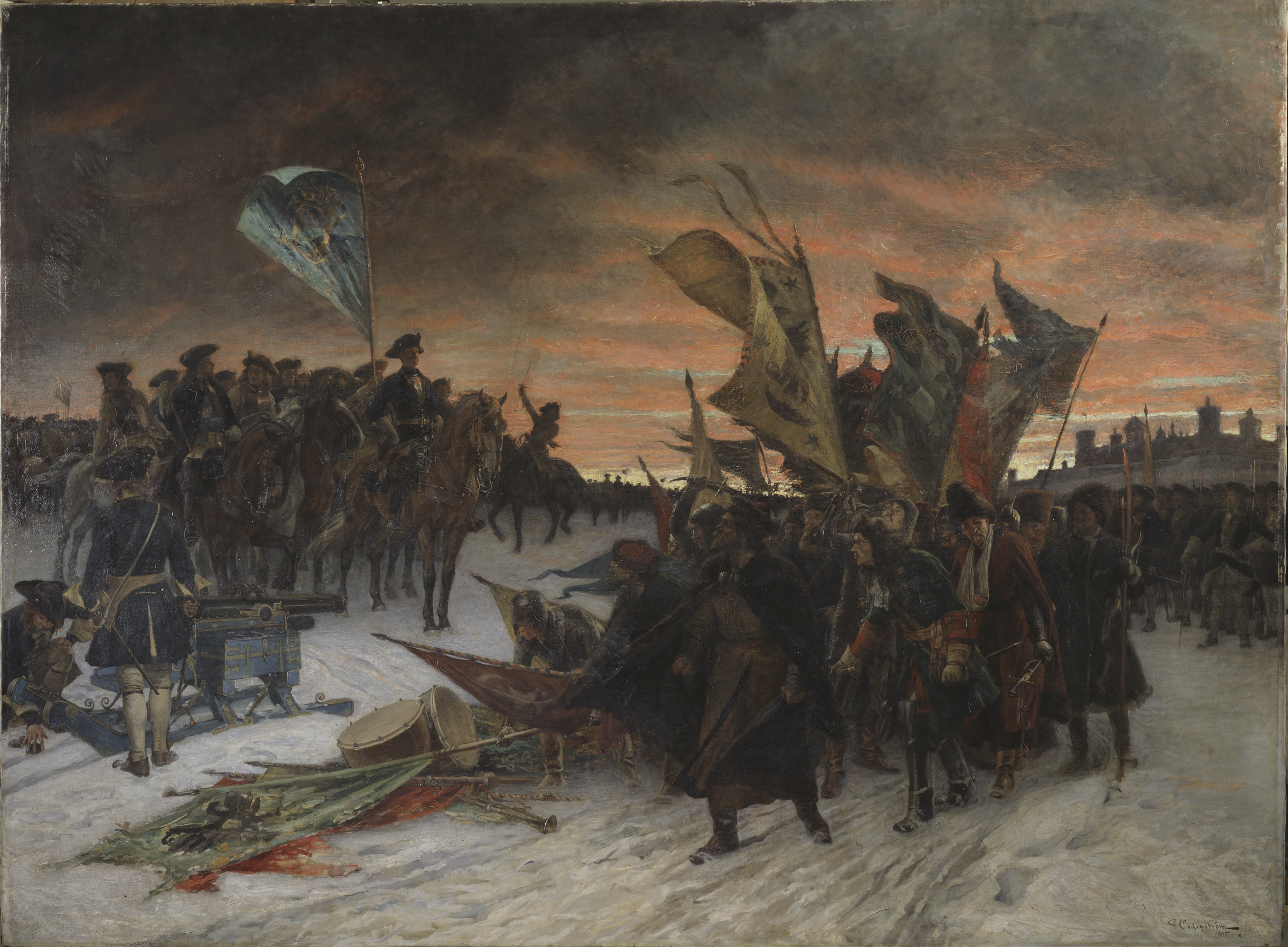
Narva
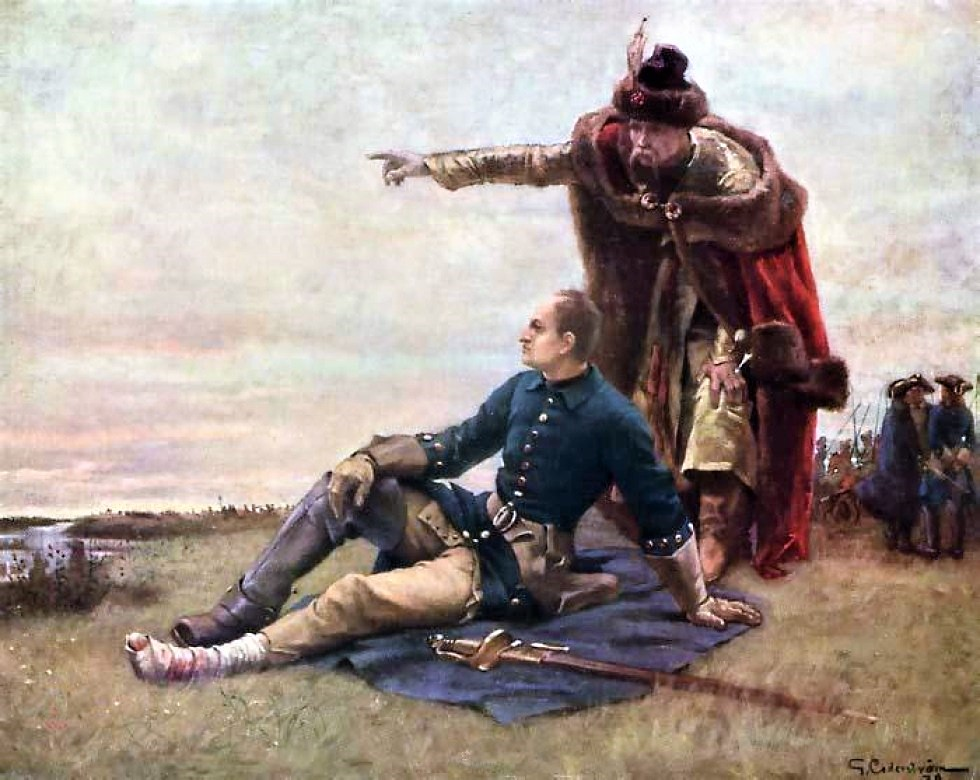
Mazepa
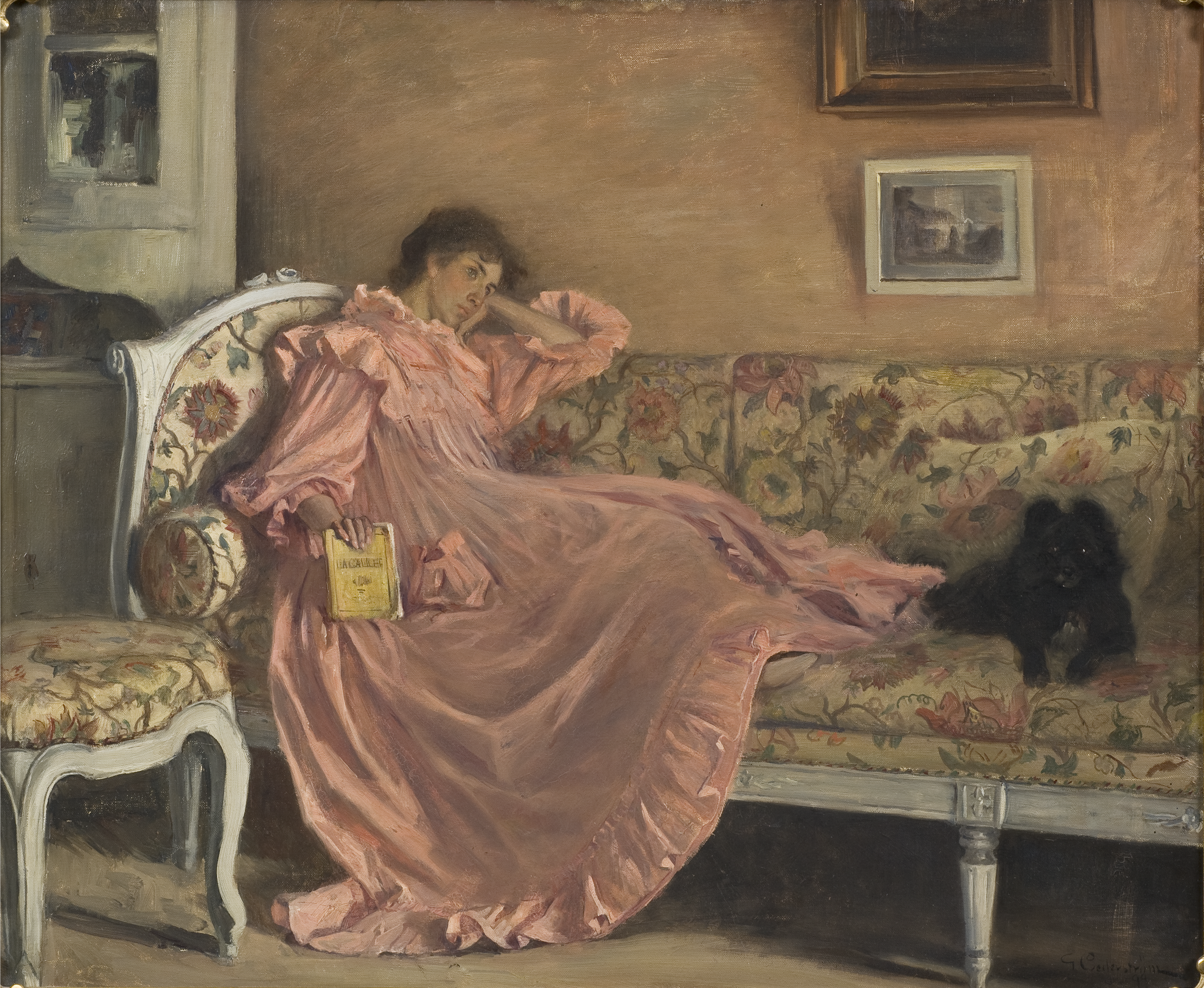
Ritratto di Carola sul sofà